# Maria Chaveau
Maria Chaveau, właśc. Maria Chawowa (ur. 1878 w Rosji, zm. 29 października 1932 w Warszawie) – polska śpiewaczka oraz aktorka teatralna i filmowa, matka śpiewaka Tadeusza Zakrzewskiego. 

## Życiorys
Jako młoda dziewczyna pracowała jako kelnerka na Saskiej Kępie. Karierę sceniczną na deskach Warszawskich Teatrów Rządowych zawdzięczała protekcji znajomego żandarma. W 1899 r. z zespołem Adolfiny Zimajer wyjechała na występy do Rosji. Latem tego samego roku występowała w Łodzi i w Dolinie Szwajcarskiej w Warszawie. Następnie przez kilka lat grała na scenach teatralnych w Kielcach, Radomiu i Łodzi. 15 lutego 1903 r. zadebiutowała w Teatrze Nowości rolą Bebe Rose w operetce Za oceanem L. Gothov-Grünecke'a. Na deskach tego teatru grała następnie przez wiele lat. Występowała (śpiewała) również w innych stołecznych teatrach: Argus, Mozaika, Letnim, Małym, kabarecie Qui Pro Quo oraz na scenie w Dolinie Szwajcarskiej. Podczas I wojny światowej występowała w Kijowie i Moskwie. Zagrała w kilkunastu polskich filmach, m.in.: O czym się nie mówi (1924), Iwonka (1925), Przedwiośnie (1928), Policmajster Tagiejew (1929), Na Sybir (1930), Cham (1931), Serce na ulicy (1931), Ułani, ułani, chłopcy malowani (1932). Ostatni raz wystąpiła 17 czerwca 1932 na deskach warszawskiego Teatru Letniego w komedii Adwokat w opałach.